# Cryptocarpon
Cryptocarpon là một chi rêu trong họ Orthotrichaceae.